# Uranoscopus
Uranoscopus es un género de peces perciformes de la familia Uranoscopidae.

## Especies
Se reconocen las siguientes 23 especies:
- Uranoscopus affinis Cuvier, 1829
- Uranoscopus albesca Regan, 1915
- Uranoscopus archionema Regan, 1921
- Uranoscopus bauchotae Brüss, 1987
- Uranoscopus bicinctus Temminck y Schlegel, 1843
- Uranoscopus cadenati Poll, 1959
- Uranoscopus chinensis Guichenot, 1882
- Uranoscopus cognatus Cantor, 1849
- Uranoscopus crassiceps Alcock, 1890
- Uranoscopus dahlakensis Brüss, 1987
- Uranoscopus dollfusi Brüss, 1987
- Uranoscopus filibarbis Cuvier, 1829
- Uranoscopus fuscomaculatus Kner, 1868
- Uranoscopus guttatus Cuvier, 1829
- Uranoscopus japonicus Houttuyn, 1782
- Uranoscopus kaianus Günther, 1880
- Uranoscopus marisrubri Brüss, 1987
- Uranoscopus marmoratus Cuvier, 1829
- Uranoscopus oligolepis Bleeker, 1878
- Uranoscopus polli Cadenat, 1951
- Uranoscopus scaber Linnaeus, 1758
- Uranoscopus sulphureus Valenciennes, 1832
- Uranoscopus tosae (Jordan y Hubbs, 1925)